# Schivestolen
Schivestolen är en bergstopp i Antarktis. Den ligger i Östantarktis. Norge gör anspråk på området. Toppen på Schivestolen är 2 159 meter över havet, eller 276 meter över den omgivande terrängen. Bredden vid basen är 3,7 km.
Terrängen runt Schivestolen är varierad. Trakten är obefolkad. Det finns inga samhällen i närheten. 